# F. P. Journe

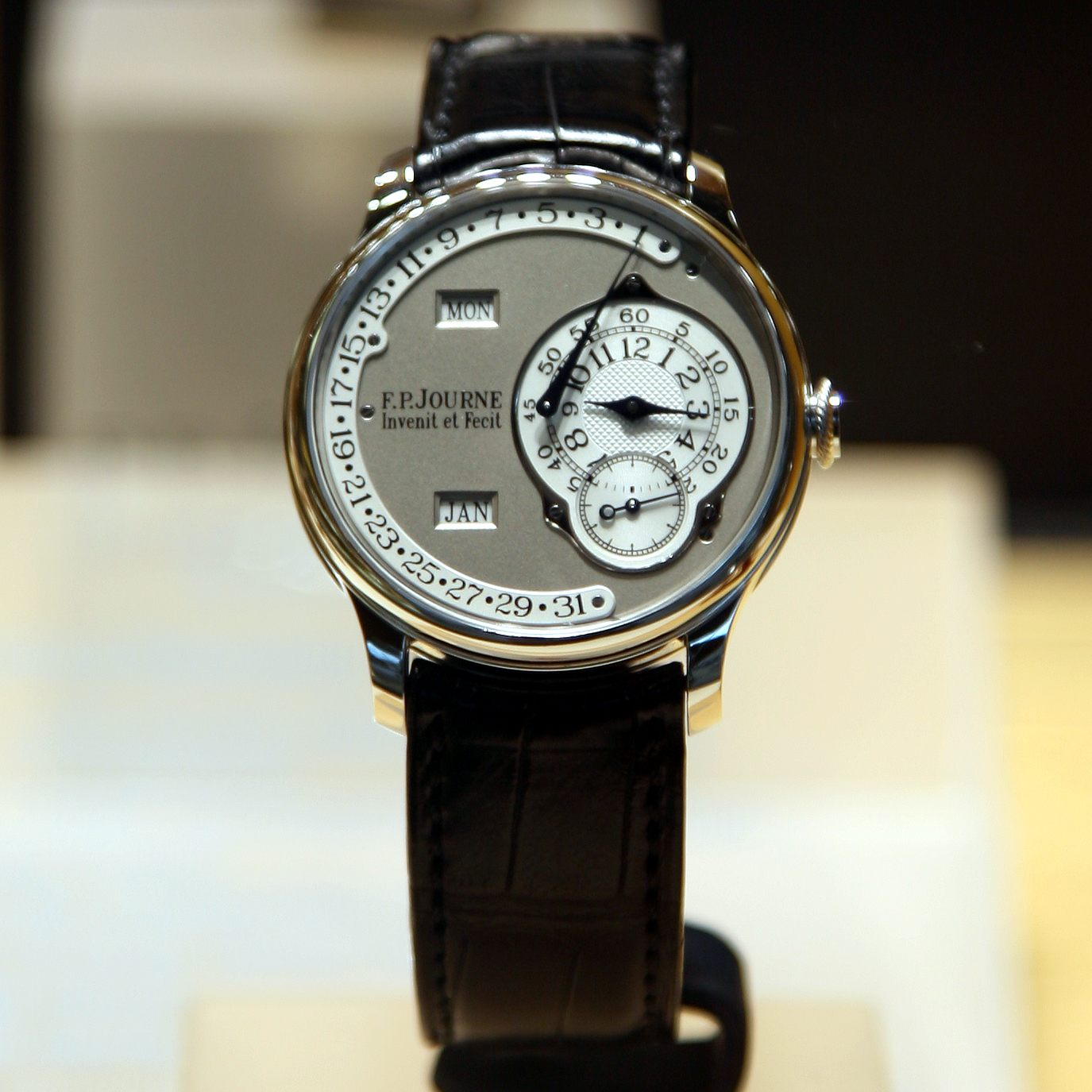
Herrenarmbanduhr von F. P. Journe

F. P. Journe ist ein Schweizer Uhrenunternehmen mit Sitz in Genf. Gegründet wurde die Uhrenmanufaktur 1999 von François-Paul Journe.
Der Wahlspruch der Marke lautet Invenit et Fecit (Lateinisch für Erfinden und Umsetzen) und soll zum Ausdruck bringen, dass das Unternehmen die Uhren vollständig eigenständig baut. Bei vielen Uhrenherstellern kommen Basiskaliber zum Beispiel von der ETA SA oder Unitas zum Einsatz, die dann weiterverarbeitet werden. F.P.Journe entwirft oftmals neue Uhrwerke, mit vollständigen neuen Systemen, wie den Resonanz-Chronometer, der zwei Uhrwerke in einem Gehäuse unterbringt. Obwohl die beiden Unruh der zwei Uhrwerke mechanisch voneinander getrennt sind, schwingen diese synchron.
Der Gründer François-Paul Journe ist Mitglied in der Uhrenkünstler-Vereinigung AHCI.
Die Firma F.P.Journe ist Sponsor der Nachwuchsförderung der AHCI.

## Auszeichnungen
- 2002 – Grand Prix d’Horlogerie de Genève (Kategorie Sonderauszeichnung der Jury)[1] für die Octa Calendrier.[2]
- 2004 – Kategorie Goldener Zeiger für den Tourbillon Souverain.